# エルンスト・アウグスト2世 (ザクセン＝ヴァイマル＝アイゼナハ公)

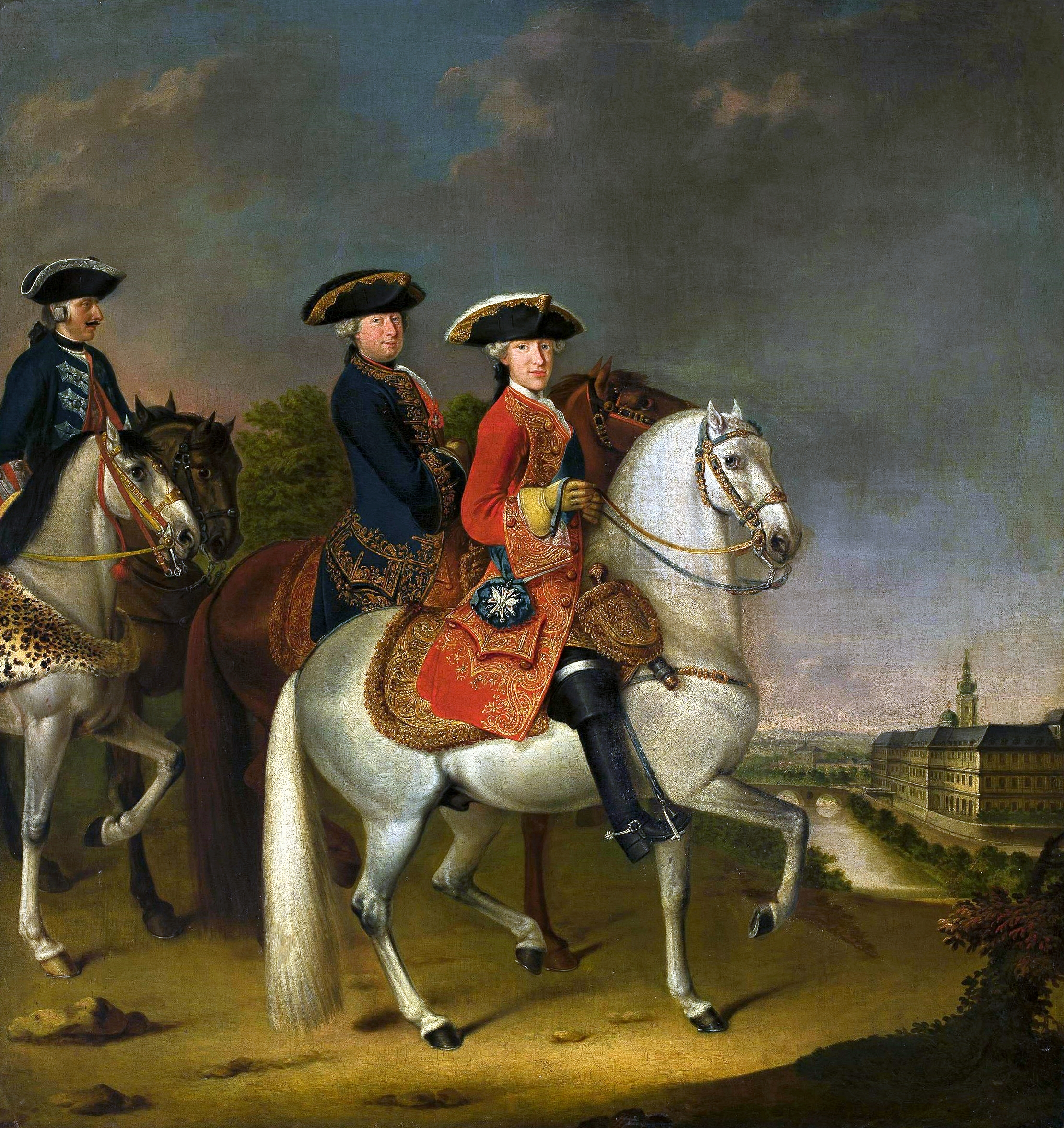
乗馬姿のエルンスト・アウグスト2世（ヨハン・フリードリヒ・レーバー画、1756年頃、ワルシャワ国立美術館蔵）

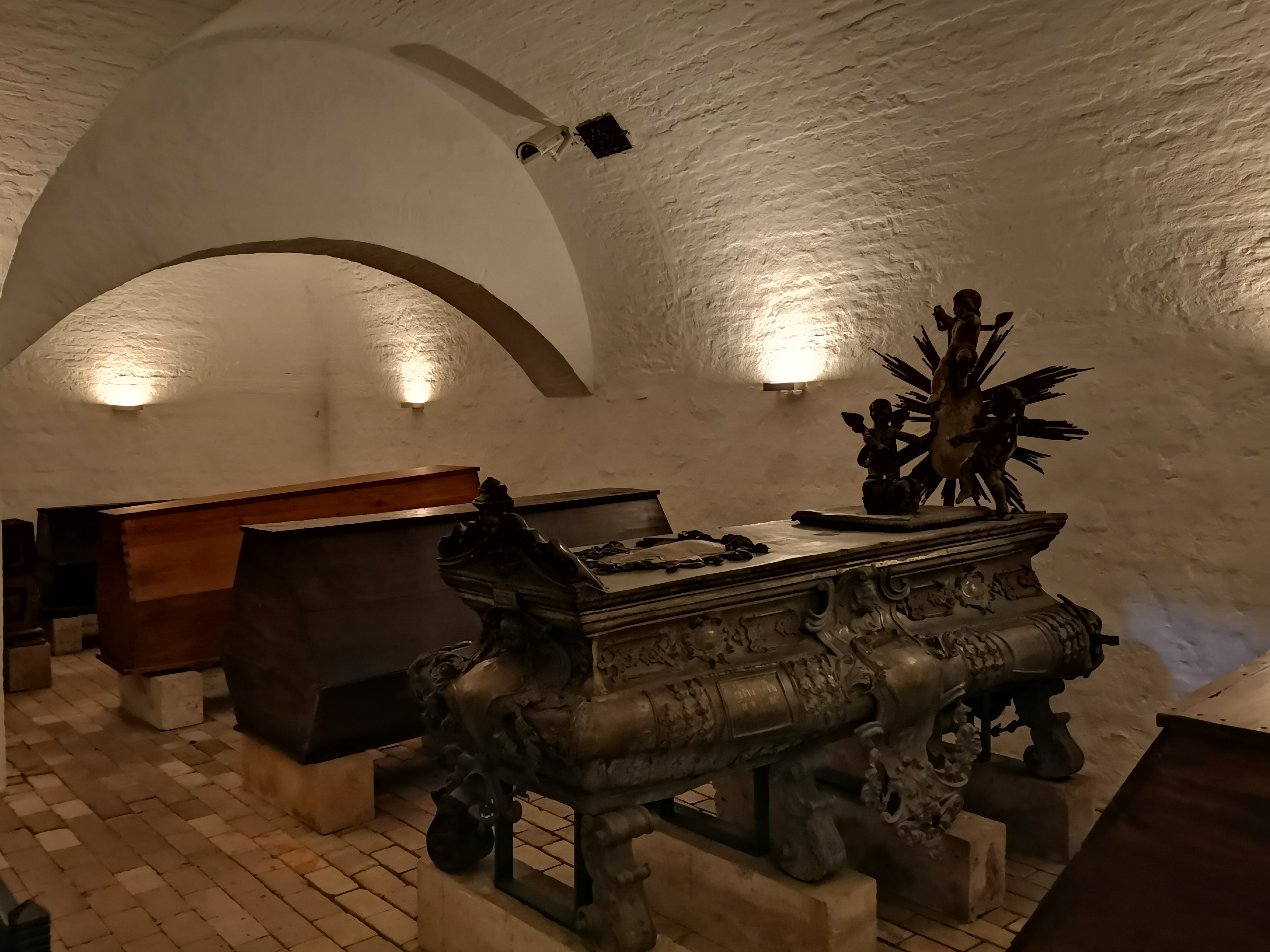
エルンスト・アウグスト2世の棺（アーチの下）

エルンスト・アウグスト2世コンスタンティン（ドイツ語：Ernst August II. Konstantin, 1737年6月2日 - 1758年5月28日）は、ザクセン＝ヴァイマル＝アイゼナハ公（在位：1748年 - 1758年）。

## 生涯
エルンスト・アウグスト2世は、ザクセン＝ヴァイマル＝アイゼナハ公エルンスト・アウグスト1世とその2番目の妃ゾフィー・シャルロッテ・フォン・ブランデンブルク＝バイロイトの間に生まれた、唯一の成長した男子であった。父エルンスト・アウグスト1世は、狩猟への情熱のため主にアイゼナハに滞在した尊大なバロック君主であった。父エルンスト・アウグスト1世は息子エルンスト・アウグスト2世の教育に無関心であったため、エルンスト・アウグスト2世は生後数年間はヴァイマルのベルヴェデーレ宮殿で侍従長の監督下で過ごした。また、宮廷牧師バルトロメイおよび森林長官ヒンドルフから広範囲にわたる教育を受けた。
父エルンスト・アウグスト1世は、1748年にエルンスト・アウグスト2世が11歳になる前に死去した。エルンスト・アウグスト2世は国政を担うには幼すぎたため、当初はザクセン＝ゴータ＝アルテンブルク公フリードリヒ3世が摂政となった。エルンスト・アウグスト2世はゴータ公の宮廷で暮らすこととなり、フリードリヒ3世はエルンスト・アウグストにふさわしい教育を施すことを保証した。ザクセン＝コーブルク公とザクセン＝マイニンゲン公が、皇帝と帝国議会に後見人の選定に関し異議を申し立て、その後ザクセン＝コーブルク＝ザールフェルト公フランツ・ヨシアスも1750年に摂政となり、ヴァイマル公国はフランツ・ヨシアスが統治し、フリードリヒ3世はアイゼナハが管理した。1750年に侍従長職がヴァイマルに置かれた。
1755年、皇帝はエルンスト・アウグスト2世が法定年齢に達したと宣言し、エルンスト・アウグスト2世は1755年12月29日に親政を開始した。自身の家庭教師であったハインリヒ・フォン・ブーエナウ伯爵を首相に任命し、ブーエナウは公爵に代わって国政を執り行った。エルンスト・アウグストは親政を開始してわずか数週間後に、首相とともにブラウンシュヴァイクへ結婚式のため旅立った。
エルンスト・アウグストは若い頃より健康面で問題があり、公家の断絶を防ぐため結婚が急がれた。1756年3月16日にブラウンシュヴァイクにおいて、エルンスト・アウグスト2世はブラウンシュヴァイク＝ヴォルフェンビュッテル公カール1世の娘アンナ・アマーリアと結婚した。その一年後、後に大公となる嗣子カール・アウグストが生まれた。公爵はジャガイモの栽培で業績を残し、ボーナスを支払い、農業システムを強化することで栽培を促進した。
嗣子カール・アウグスト誕生の翌年、エルンスト・アウグスト2世は、21歳の誕生日を迎える4週間前に病に倒れ、衰弱し死去した。この時、アンナ・アマーリアは再び妊娠しており、エルンスト・アウグスト2世の死後に次男フリードリヒ・フェルディナント・コンスタンティンが生まれた。
嗣子カール・アウグストは父の死の時にまだ未成年であったため、公妃アンナ・アマーリアは長期にわたり後見人をつとめ、この期間にヴァイマル古典主義の基礎が築かれた。エルンスト・アウグスト2世は、遺言でアンナ・アマーリアとその父親が摂政となることを取り決めた。
エルンスト・アウグスト2世の棺はヴァイマルの公家の霊廟に安置されている。

## 子女
ブラウンシュヴァイク＝ヴォルフェンビュッテル公カール1世の娘アンナ・アマーリアとの間に2男をもうけた。
- カール・アウグスト（1757年 - 1828年） - ザクセン＝ヴァイマル＝アイゼナハ大公
- フリードリヒ・フェルディナント・コンスタンティン（1758年 - 1793年）